# مؤسسه فیلم آی هلند
مؤسسه فیلم آی هلند (انگلیسی: EYE Film Institute Netherlands) یا موزهٔ فیلم آی (انگلیسی: Eye Filmmuseum) یک بایگانی فیلم، موزه و سینما در شهر آمستردام است که فیلم‌های هلندی و خارجی نمایش‌داده‌شده در هلند را حفظ و ارائه می‌کند. این موزه در منطقهٔ اوورکوکس آمستردام واقع شده‌است اما مکانش تا سال ۱۹۷۵ در موزه اشتدلیک بود. نام این مؤسسه، نوعی بازی با کلمات و همچنین اشاره‌ای به نمای ساختمانی آن است که از زاویه‌ای خاص، شبیه چشم انسان است (به انگلیسی: EYE) و همچنین نحوه تلفظِ انگلیسی واژهٔ هلندی IJ است که این موزه در کرانهٔ شمالی آن واقع است.
«مؤسسه فیلم آی هلند» به‌طور رسمی در تاریخ ۴ آوریل ۲۰۱۲ توسط شهبانو بئاتریکس افتتاح شد.
 ساختمان این موزه توسط شرکت اتریشی «اتحادیه معماران دلوگان مایسل» طراحی شده‌است که دو گالری نمایشگاهی بزرگ، یک سینما با ۳۰۰ صندلی، ۲ سینما با ۱۲۷ صندلی و یک سالن نمایش کوچک با ۶۷ صندلی دارد.
برخی فیلم‌های صامتی که اخیراً در این مؤسسه ترمیم شدند عبارتند از فیلم‌های گمشده آن‌سوی صخره‌ها (۱۹۲۲) با بازی گلوریا سوانسون، اتهام (۱۹۱۹) به کارگردانی ابل گانس، صدف و کشیش (۱۹۲۸) به کارگردانی ژرمن دولاک، راسکولینکف (فیلم) (۱۹۲۳) به کارگردانی روبرت وینه، گل شرارت (۱۹۱۵) به کارگردانی کارمینه گالونه و کفش (۱۹۱۶) به کارگردانی لوئیس وبر است.